# George R. Gilmer
George Rockingham Gilmer (Lexington, 11 aprile 1790 – Lexington, 16 novembre 1859) è stato un politico statunitense.
34º Governatore della Georgia per due mandati non consecutivi, gli è dedicata la contea di Gilmer.

## Biografia

### Origini e primi incarichi
Quarto di dieci figli, nacque nel 1790 a Lexington da Thomas e Elizabeth Gilmer, due immigrati della Virginia. Combatté nella guerra del 1812 raggiungendo il grado di primo tenente, poi studiò legge e divenne avvocato.
Dal 1818 fu impegnato in politica, e nel 1821 riuscì ad essere eletto alla Camera dei rappresentanti. La sua salute malferma tuttavia gli impedì di concorrere alla rielezione, che ottenne solo nel 1827. Nel 1829 fu rieletto per un nuovo mandato alla Camera, tuttavia non accettò la nomina, preferendo correre come governatore.

### Governatore della Georgia
Nel 1829 fu eletto governatore della Georgia nelle file del Partito Democratico-Repubblicano, che tuttavia era sull'orlo del collasso. Alla disgregazione del partito poco tempo dopo Gilmer non seguì Andrew Jackson come la maggior parte degli altri democratico-repubblicani, confluendo invece nel Partito Whig (il futuro Partito Repubblicano).
Durante il suo primo mandato da governatore si occupò di proseguire la cacciata dei Cherokee, agevolata anche dalla scoperta di giacimenti d'oro nelle loro terre. Al principio della corsa all'oro georgiana Gilmer decretò l'espulsione dei nativi americani con un decreto, che venne tuttavia ritenuto illegittimo dalla Corte Suprema; la sentenza in favore dei Cherokee ebbe tuttavia effetti minimi, e ciò non impedì all'amministrazione Gilmer di proseguire con la cacciata dei nativi, costretti ad intraprendere il sentiero delle lacrime.
Dopo la scadenza del suo mandato nel 1831 servì per altri due anni alla Camera dei Rappresentanti, partecipando come grande elettore alle elezioni presidenziali del 1836 (votò Hugh L. White), per poi infine diventare nuovamente governatore tra il 1837 e il 1839. Nel suo secondo mandato riuscì a rimuovere definitivamente i Cherokee, e reclutò un intero nuovo reggimento della milizia georgiana per proteggere il confine meridionale dello Stato dalle incursioni dei Seminole, allora in guerra con gli Stati Uniti.

### Ultimi anni e morte
Nel 1839 non si ricandidò, scegliendo di ritirarsi a vita privata nella nativa Lexington, dove morì vent'anni più tardi. L'ultimo suo incarico fu quello di grande elettore per le elezioni presidenziali del 1840, dove votò il candidato vincente William Henry Harrison.
Nell'ultima parte della sua vita si dedicò alla storia della Georgia, pubblicando anche un volume di aneddoti nel 1855, collaborando anche con l'Università della Georgia.